# Țigănești (okręg Teleorman)
Țigănești – wieś w Rumunii, w okręgu Teleorman, w gminie Țigănești. W 2011 roku liczyła 4508 mieszkańców.